# Tegenaria tridentina
Tegenaria tridentina är en spindelart som beskrevs av Ludwig Carl Christian Koch 1872. Tegenaria tridentina ingår i släktet husspindlar, och familjen trattspindlar. Inga underarter finns listade i Catalogue of Life.